# Maria Pietilä Holmner
Pour les articles homonymes, voir Pietilä.
Maria Pietilä-Holmner, née le 25 juillet 1986 à Umeå, est une skieuse alpine suédoise spécialiste des épreuves techniques (slalom et slalom géant).

## Biographie
Membre du club d'Umeå, elle fait ses débuts dans la Coupe du monde en 2002 et remporte son premier podium en novembre 2008 à Levi et sa première victoire en novembre 2010 à Aspen. Durant la saison 2013-2014, elle obtient quatre podiums et termine à la troisième place du classement du slalom géant. 
En 2007, elle est devenue vice-championne du monde de slalom géant. Aux Championnats du monde 2011, Elle remporte sa deuxième médaille individuelle, cette fois en bronze au slalom.
Aux Championnats du monde 2017, elle remporte sa quatrième médaille mondiale consécutive à la compétition par équipes.
Elle compte trois participations aux Jeux olympiques : en 2006, 2010 et 2014. Elle obtient trois top dix dont une quatrième place au slalom de Vancouver 2010.
Elle annonce sa retraite sportive le 17 janvier 2018, la faute à des blessures, notamment au dos, récurrentes.
Son frère Johan est aussi skieur alpin.
Elle en relation avec un autre skieur alpin Hans Olsson et vit à Åre.

## Palmarès

### Jeux olympiques d'hiver
| Épreuve / Édition | Turin 2006 | Vancouver 2010 | Sotchi 2014 |
| Slalom géant      | 10e        | 24e            | 6e          |
| Slalom            | 21e        | 4e             | Abandon     |

### Championnats du monde
| Épreuve / Édition | Bormio 2005 | Åre 2007 | Val d'Isère 2009 | Garmisch-P. 2011 | Schladming 2013 | Vail/Beaver Creek 2015 | Saint-Moritz 2017 |
| Slalom géant      | 16e         | Argent   | 8e               | 22e              | 18e             | 9e                     | 25e               |
| Slalom            | 13e         | 11e      | Abandon          | Bronze           | 6e              | 14e                    | 14e               |
| Par équipes       |             |          |                  | Bronze           | Argent          | Bronze                 | Bronze            |

### Coupe du monde
- Meilleur classement général : 7e en 2014.
- 10 podiums, dont 3 victoires.
- 1 podium par équipes.

#### Détail des victoires
| Saison / Épreuve | Slalom | Slalom parallèle | Total |
| 2011             | Aspen  | Munich           | 2     |
| 2015             | Åre    |                  | 1     |
| Total            | 2      | 1                | 3     |

#### Classements en Coupe du monde
| Saison / Épreuve | Saison / Épreuve | Général | Général | Descente | Descente | Super G | Super G | Slalom géant | Slalom géant | Slalom | Slalom | Combiné | Combiné | Slalom parallèle | Slalom parallèle |
| ---------------- | ---------------- | ------- | ------- | -------- | -------- | ------- | ------- | ------------ | ------------ | ------ | ------ | ------- | ------- | ---------------- | ---------------- |
| Saison / Épreuve | Saison / Épreuve | Class.  | Points  | Class.   | Points   | Class.  | Points  | Class.       | Points       | Class. | Points | Class.  | Points  | Class.           | Points           |
| 2004             | 2004             | 104e    | 16      | -        | -        | -       | -       | 43e          | 16           | -      | -      | -       | -       | -                | -                |
| 2005             | 2005             | 63e     | 83      | -        | -        | -       | -       | 31e          | 55           | 33e    | 28     | -       | -       | -                | -                |
| 2006             | 2006             | 24e     | 269     | -        | -        | -       | -       | 20e          | 124          | 17e    | 145    | -       | -       | -                | -                |
| 2007             | 2007             | 26e     | 292     | -        | -        | -       | -       | 14e          | 148          | 15e    | 144    | -       | -       | -                | -                |
| 2008             | 2008             | 28e     | 284     | -        | -        | -       | -       | 12e          | 144          | 12e    | 140    | -       | -       | -                | -                |
| 2009             | 2009             | 13e     | 518     | -        | -        | 54e     | 0       | 7e           | 237          | 7e     | 281    | -       | -       | -                | -                |
| 2010             | 2010             | 13e     | 457     | -        | -        | -       | -       | 6e           | 252          | 8e     | 205    | -       | -       | -                | -                |
| 2011             | 2011             | 11e     | 565     | -        | -        | -       | -       | 19e          | 72           | 4e     | 382    | 32e     | 11      | 1re              | 100              |
| 2012             | 2012             | 33e     | 234     | -        | -        | -       | -       | 29e          | 58           | 14e    | 176    | -       | -       | -                | -                |
| 2013             | 2013             | 17e     | 406     | -        | -        | -       | -       | 27e          | 76           | 7e     | 330    | -       | -       | -                | -                |
| 2014             | 2014             | 7e      | 547     | -        | -        | -       | -       | 3e           | 339          | 4e     | 308    | -       | -       | -                | -                |
| 2015             | 2015             | 15e     | 411     | -        | -        | -       | -       | 16e          | 108          | 7e     | 303    | -       | -       | -                | -                |
| 2016             | 2016             | 19e     | 496     | -        | -        | -       | -       | 8e           | 204          | 9e     | 292    | -       | -       | -                | -                |
| 2017             | 2017             | 65e     | 112     | -        | -        | -       | -       | 33e          | 80           | 23e    | 32     | -       | -       | -                | -                |

### Championnats du monde junior
- Québec 2006 :
  -  Médaille d'or en slalom.

### Championnats de Suède
- Championne du slalom en 2004, 2006, 2009, 2011 et 2016.
- Championne du slalom géant en 2004.
- Championne du super combiné en 2009.